# Atletismo nos Jogos Pan-Americanos de 2007 - 100 m com barreiras feminino
Os 100 metros com barreiras foram um dos eventos do atletismo nos Jogos Pan-Americanos de 2007, no Rio de Janeiro. A prova foi disputada no Estádio Olímpico João Havelange nos dias 24 (semifinais) e 25 de julho (final) com 17 atletas de 12 países.

## Medalhistas
| Ouro   | JAM Deloreen Ennis-London |
| Prata  | CAN Perdita Felicien      |
| Bronze | CAN Angela Whyte          |

## Recordes
Recordes mundiais e pan-Americanos antes da disputa dos Jogos Pan-Americanos de 2007.
| Tipo                             | Atleta           | Tempo   | Local         | Data                 |
| -------------------------------- | ---------------- | ------- | ------------- | -------------------- |
|                                  | Yordanka Donkova | 12.21 s | Stara Zagora  | 20 de agosto de 1988 |
| Recorde dos Jogos Pan-Americanos | Brigitte Foster  | 12.66 s | Santo Domingo | 8 de agosto de 2003  |

## Resultados
- Q: classificação por tempos na série.
- q: classificação por melhores tempos no geral.
- DNS: não competiu na prova.

### Semifinal
A semifinal foi disputada em 24 de julho.
| Semifinal 1 | Semifinal 1 | Semifinal 1            | Semifinal 1        | Semifinal 1 | Semifinal 1 |
| Result.     | Result.     | Atleta                 | País               | Tempo       | Qual.       |
| Pos.        | Geral       | Atleta                 | País               | Tempo       | Qual.       |
| ----------- | ----------- | ---------------------- | ------------------ | ----------- | ----------- |
| 1           | 4           | Deloreen Ennis-London  | JAM Jamaica        | 12.81 s     | Q           |
| 2           | 6           | Jenny Adams            | USA Estados Unidos | 13.15 s     | Q           |
| 3           | 9           | Yenima Arencibia       | CUB Cuba           | 13.32 s     |             |
| 4           | 11          | Briggite María Merlano | COL Colômbia       | 13.35 s     |             |
| 5           | 13          | Soledad Donzino        | ARG Argentina      | 13.76 s     |             |
| 6           | 15          | Janielle Brathwaite    | BAR Barbados       | 14.26 s     |             |

| Semifinal 2 | Semifinal 2 | Semifinal 2           | Semifinal 2                  | Semifinal 2 | Semifinal 2 |
| Result.     | Result.     | Atleta                | País                         | Tempo       | Qual.       |
| Pos.        | Geral       | Atleta                | País                         | Tempo       | Qual.       |
| ----------- | ----------- | --------------------- | ---------------------------- | ----------- | ----------- |
| 1           | 1           | Angela Whyte          | CAN Canadá                   | 12.68 s     | Q           |
| 2           | 5           | Vonette Dixon         | JAM Jamaica                  | 12.86 s     | Q           |
| 3           | 7           | Nadine Faustin-Parker | HAI Haiti                    | 13.24 s     | q           |
| 4           | 14          | Jeimmy Bernardez      | HON Honduras                 | 14.05 s     |             |
| 5           | 16          | Leniece Lewis         | BVI Ilhas Virgens Britânicas | 15.10 s     |             |
| —           | —           | Gilvaneide Parrela    | BRA Brasil                   | DNS         |             |

| Semifinal 3 | Semifinal 3 | Semifinal 3      | Semifinal 3        | Semifinal 3 | Semifinal 3 |
| Result.     | Result.     | Atleta           | País               | Tempo       | Qual.       |
| Pos.        | Geral       | Atleta           | País               | Tempo       | Qual.       |
| ----------- | ----------- | ---------------- | ------------------ | ----------- | ----------- |
| 1           | 2           | Perdita Felicien | CAN Canadá         | 12.69 s     | Q           |
| 2           | 3           | Anay Tejeda      | CUB Cuba           | 12.80 s     | Q           |
| 3           | 8           | Yvette Lewis     | USA Estados Unidos | 13.25 s     | q           |
| 4           | 10          | Tivanna Thompson | BAH Bahamas        | 13.33 s     |             |
| 5           | 12          | Fabiana Moraes   | BRA Brasil         | 13.75 s     |             |

### Final
A final dos 100 metros com barreiras foi disputada em 25 de julho as 18:20 (UTC-3).
| Pos.              | Atleta                | País               | Tempo     |
| ----------------- | --------------------- | ------------------ | --------- |
| Medalha de ouro   | Deloreen Ennis-London | JAM Jamaica        | 12.65 s   |
| Medalha de prata  | Perdita Felicien      | CAN Canadá         | 12.65 s = |
| Medalha de bronze | Angela Whyte          | CAN Canadá         | 12.72 s   |
| 4                 | Vonette Dixon         | JAM Jamaica        | 12.86 s   |
| 5                 | Anay Tejeda           | CUB Cuba           | 12.95 s   |
| 6                 | Jenny Adams           | USA Estados Unidos | 13.15 s   |
| 7                 | Nadine Faustin-Parker | HAI Haiti          | 13.26 s   |
| 8                 | Yvette Lewis          | USA Estados Unidos | 13.69 s   |